# Centrul de Cercetări în Astronomie, Astrofizică și Geofizică (Alger)

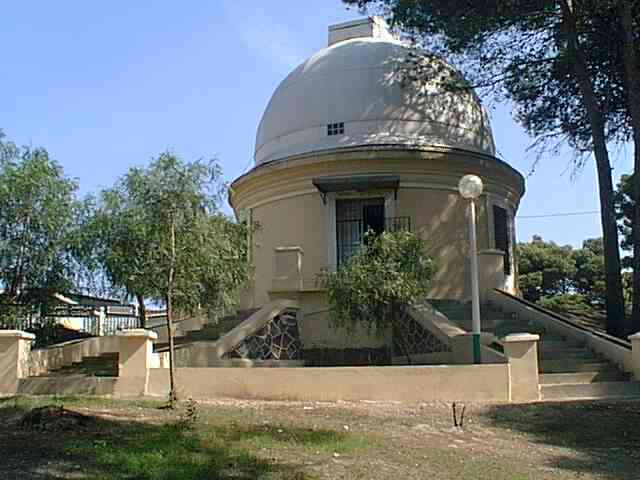
Observatorul din Alger.

Centrul de Cercetări în Astronomie, Astrofizică și Geofizică, în franceză: Centre de recherche en astronomie, astrophysique et géophysique, prescurtat: CRAAG, este un observator astronomic, cunoscut altădată ca Observatoire d'Alger. 
A fost creat în 1985, urmaș al Observatoire astronomique de Bouzaréah, construit în 1890, într-o suburbie a orașului Alger, și al Institut de Physique du Globe d'Alger care data din anul 1931.

## Departamente
În prezent, observatorul are trei departamente: Departamentul de Astronomie, Departamentul de Geofizică și Departamentul de Monitorizare a Seismelor.
Instrumentul astronomic principal al observatorului de astăzi este un telescop Ritchey-Chrétien având oglinda principală cu diametrul de 81 cm.

## Astronomi
Între astronomii care au lucrat la observator sunt incluși:
- François Gonnessiat
- Alfred Schmitt
- Louis Boyer
- Odette Bancilhon
- Veniamin Jehovski / Benjamin Jekhowsky
- Frédéric Sy
- Joanny-Philippe Lagrula